# Adoxia palialis
Adoxia palialis es un coleóptero de la familia Chrysomelidae. Fue descrita científicamente por primera vez en 1909 por Broun.